# Vejruplund
Vejruplund är en ort i Region Syddanmark i Danmark. Orten hade 244 invånare (2012). Den ligger i Kerteminde kommun på ön Fyn.